# 奥克萨娜·利尼夫
奥克萨娜·雅罗斯拉维芙娜·利尼夫（羅馬化：Oksana Yaroslavlvna Lyniv；1978年1月6日—），烏克蘭指揮家。

## 生平
奥克萨娜·雅罗斯拉维夫娜·利尼夫出生于布罗德的一个音乐世家，父母都是音乐家，爷爷是合唱团指挥。她曾学习长笛，1996年至2003年就读于利沃夫的柳德克维奇音乐学院，师从利沃夫歌剧院首席指挥博格丹·达沙克（Богдан Дашак），在校时就担任其助手。
2004年，利尼夫参加了班贝格交响乐团组织的首届古斯塔夫·马勒指挥比赛，获得第三名。次年，成为班贝格交响乐团首席指挥乔纳森·诺特的助手，并入读德累斯顿卡尔·马利亚·冯·韦伯音乐学院。
2013年至2017年间，利尼夫就职于巴伐利亚国立歌剧院，担任基里尔·彼得连科的音乐助理，以及担当指挥。
2017年9月起，利尼夫成为格拉茨歌剧院以及格拉茨爱乐乐团的首席指挥。同年，她创建了乌克兰青年交响乐团。
2020年9月，拜罗伊特音乐节宣布利尼夫将指挥2021年音乐节的开幕演出《漂泊的荷兰人》，这是该音乐节首次由女性指挥家担当开幕指挥一职。